# Терраш-де-Бору
Те́рраш-де-Бо́ру (порт. Terras de Bouro; МФА: [ˈte.ʁɐʒ dɨ ˈbo.ɾu], Те́рраж-ди-Бо́ру, «бурські землі») — муніципалітет і містечко в Португалії, в окрузі Брага. Розташований у північній частині країни, на теренах історичної португальської провінції Дору-Міню. Належить до Бразької архідіоцезії Католицької церкви в Португалії. Права міського самоврядування має з 1514 року. Поділяється на 14 парафій. За адміністративним поділом, чинним до 1976 року, був складовою провінції Міню. Площа муніципалітету — 277,46 км², населення муніципалітету — 7253 ос. (2011); густота населення — 26,14 осіб/км²
.  Святковий день муніципалітету — 20 жовтня. Поштовий індекс — 4840.  Код місцевої адміністративної одиниці — 0310. Складова статистичного регіону Північ.

## Географія
Терраш-де-Бору розташоване на північному заході Португалії, на північному сході округу Брага, на португальсько-іспанському кордоні.
Містечко розташоване за 21 км на північний схід від міста Брага.
Терраш-де-Бору межує на півночі з муніципалітетом Понте-да-Барка й Іспанією, на сході — з муніципалітетом Монталегре, на півдні — з муніципалітетом Вієйра-ду-Міню, на південному заході — з муніципалітетом Амареш, на заході — з муніципалітетом Віла-Верде.

## Історія
У V столітті на території Терраша-де-Бору, в межиріччі Каваду і Омена, мешкали представники германського племені бурів. Вони були союзниками свевів, які заснували у Галісії власне королівство. Від імені бурів походить назва сучасного містечка.
1514 року португальський король Мануел I надав Террашу форал, яким визнав за поселенням статус містечка та муніципальні самоврядні права.

## Населення
| Кількість мешканців | Кількість мешканців | Кількість мешканців | Кількість мешканців | Кількість мешканців | Кількість мешканців | Кількість мешканців | Кількість мешканців | Кількість мешканців | Кількість мешканців | Кількість мешканців | Кількість мешканців | Кількість мешканців | Кількість мешканців | Кількість мешканців |
| ------------------- | ------------------- | ------------------- | ------------------- | ------------------- | ------------------- | ------------------- | ------------------- | ------------------- | ------------------- | ------------------- | ------------------- | ------------------- | ------------------- | ------------------- |
| 1864                | 1878                | 1890                | 1900                | 1911                | 1920                | 1930                | 1940                | 1950                | 1960                | 1970                | 1981                | 1991                | 2001                | 2011                |
| 8 159               | 8 177               | 8 248               | 8 436               | 9 076               | 9 111               | 10 206              | 11 242              | 11 922              | 11 762              | 11 029              | 10 131              | 9 406               | 8 350               | 7 253               |

## Відомі особистості
В поселенні помер:
- Артур Лоурейру (1853—1932) — португальський живописець.

## Парафії
- Баланса
- Бруфе
- Кампу-ду-Жереш
- Карвальєйра
- Шамоїн
- Шоренсе
- Сібойнш
- Ковіде
- Гондоріш
- Моймента
- Монте
- Рібейра
- Ріу-Калду
- Соту
- Валдозенде
- Вілар
- Вілар-да-Вейга